# Мартін Альбрехтсен
Мартін Альбрехтсен (дан. Martin Albrechtsen, нар. 31 березня 1980, Верлесе) — данський футболіст, що грав на позиції захисника.
Виступав, зокрема, за клуби «Вест-Бромвіч Альбіон», «Мідтьюлланд» та «Брондбю», а також національну збірну Данії.
Дворазовий чемпіон Данії. Володар Кубка Данії. Переможець Чемпіонату Футбольної ліги.

## Клубна кар'єра
У дорослому футболі дебютував 1998 року виступами за команду «Академіск», у якій провів чотири сезони, взявши участь у 89 матчах чемпіонату. 
Протягом 2002—2004 років захищав кольори клубу «Копенгаген». За цей час двічі виборював титул чемпіона Данії.
Своєю грою за останню команду привернув увагу представників тренерського штабу клубу «Вест-Бромвіч Альбіон», до складу якого приєднався 2004 року. Відіграв за клуб з Вест-Бромвіча наступні чотири сезони своєї ігрової кар'єри. Більшість часу, проведеного у складі «Вест-Бромвіч Альбіона», був основним гравцем захисту команди. За цей час додав до переліку своїх трофеїв титул переможця Чемпіонату Футбольної ліги.
Протягом 2008—2009 років захищав кольори клубу «Дербі Каунті».
У 2009 році уклав контракт з клубом «Мідтьюлланд», у складі якого провів наступні три роки своєї кар'єри гравця. 
З 2012 року п'ять сезонів захищав кольори клубу «Брондбю». 
Згодом з 2017 по 2018 рік грав у складі команд «Горсенс» та «Аварта».
Завершив ігрову кар'єру у команді «Ваеребро».

## Виступи за збірну
У 2001 році дебютував в офіційних матчах у складі національної збірної Данії.
Загалом протягом кар'єри в національній команді, яка тривала 6 років, провів у її формі 4 матчі.

## Титули і досягнення
- Чемпіон Данії (2):

«Копенгаген»: 2002-2003, 2003-2004
- Володар Кубка Данії (1):

«Копенгаген»: 2003-2004
- Переможець Чемпіонату Футбольної ліги (1):

«Вест-Бромвіч Альбіон»: 2007-2008